# Garmin G1000

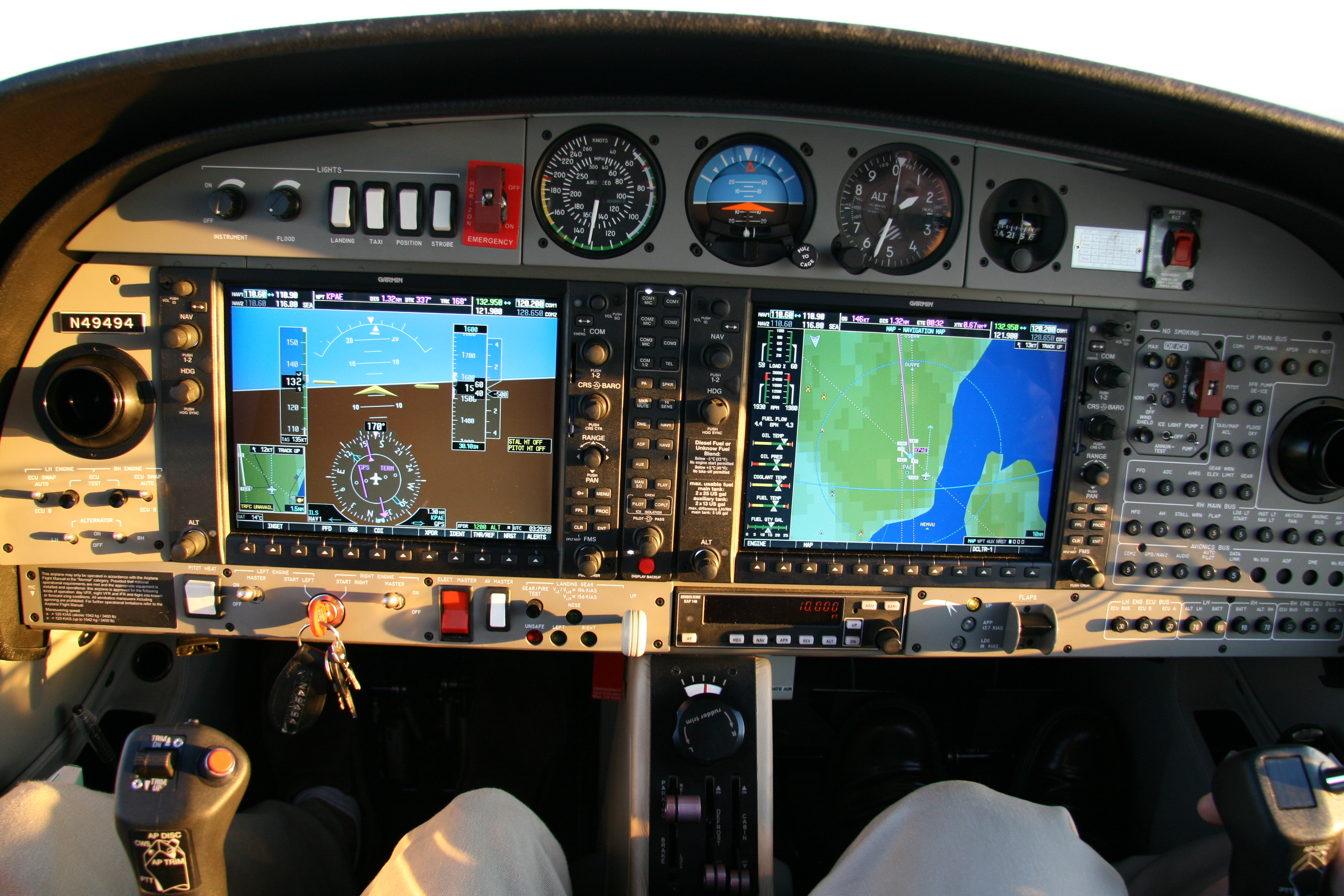
Кабіна Diamond DA42 Twin Star з Garmin G1000

Garmin G1000 — це інтегрована система управління польотом виробництва Garmin, зазвичай складається з двох дисплеїв, один слугує основним пілотажним дисплеєм, а другий — багатофункціональний дисплей. Вона служить заміною для більшості звичайних пілотажних приладів та авіоніки.

## Компоненти
Літак з базовою установкою Garmin G1000 має два РК-дисплеї (один працює як основний пілотажний дисплей (PFD), інший — багатофункціональний), а також інтегровану панель зв'язку, розташовану між ними. Ці дисплеї позначаються як пристрій відображення Garmin Display Unit (GDU).
Крім того, у новіших та більших установок G1000 (наприклад, у бізнес-джетах) є додаткові функції. Туди входять:
- Третій дисплей, як PFD для другого пілота
- Алфавітно-цифрова клавіатура
- Інтегрований пілотажний командний прилад/автопілот (якщо його немає, то G1000 взаємодіє із зовнішнім автопілотом)

Залежно від виробника літака і наявності автопілота GFC 700, система G1000 буде складатися або з двох дисплеїв GDU 1040 (без автопілота), GDU 1040 PFD/GDU 1043 MFD (встановлений автопілот GFC 700), або GDU 1045 PFD/GDU 1045 MFD (встановлений автопілот GFC 700 з VNAV(вертикальна навігація)).
GDU 1040 — це стандартна лицьова панель приладу, де під вказівником курсу немає клавіш вибору режиму «автопілот/пілотажний командний прилад». GDU 1043 має клавіші «автопілот/пілотажний командний прилад» для всіх режимів GFC 700, крім VNAV. GDU 1045, по суті, збігається з GDU 1043, за винятком того, що він має режим автопілота для VNAV. Залежно від того, як встановлені прилади, відмова MFD може, або не може вплинути на використання автопілота або пілотажного командного приладу. Якщо GDU 1040 використовується як PFD в літаку, оснащеному автопілотом GFC 700, то відмова MFD (який має клавіші вибору режиму автопілота) залишить автопілот увімкненим, але режими не можуть бути змінені, тому що на PFD немає клавіш автопілота. Але, якщо відмова MFD відбувається в літаку з автопілотом GFC 700 та панеллю GDU 1043 або GDU 1045 як PFD, пілот зможе повністю використовувати автопілот з допомогою клавіш на PFD.
PFD та MFD мають по два слоти для карт пам'яті SD. Верхній слот використовується для оновлення авіаційної бази даних Jeppesen (також відомої як NavData) кожні 28 днів, а також для завантаження програмного забезпечення та конфігурації в систему. База даних авіації повинна бути оновленою, щоб використовувати GPS для навігації під час інструментальних заходів на посадку згідно з IFR. Нижній слот містить Світову топографічну базу даних та базу даних перешкод Jeppesen. Хоча топографічна інформація рідко змінюється або потребує оновлення, база даних перешкод може оновлюватися кожні 56 днів через службу передплати. Верхня карта може бути видалена з системи G1000 після оновлення, але нижня карта повинна залишатися у PFD та MFD для забезпечення точної поінформованості щодо місцевості, та наявності інформації TAWS-B (система попередження зіткнення з поверхнею).

## Основний пілотажний дисплей (PFD)
Основний пілотажний дисплей показує основні пілотажні прилади, такі як індикатор повітряної швидкості, висотомір, вказівник курсу та індикатор бічного ухилення. В кутку можна увімкнути маленьку карту, що називається «карта-врізка». Кнопки на PFD використовуються для налаштування коду відповідача на транспондері. PFD також можна використати для введення та активації планів польоту. PFD також має «зворотний режим», здатний показувати всю інформацію, що відображається на MFD (наприклад, датчики двигуна та навігаційну інформацію). Ця можливість надається на випадок відмови MFD.

## Багатофункціональний дисплей (MFD)
Багатофункціональний дисплей зазвичай показує рухому карту з правого боку, та покази датчиків двигунів з лівого. Більшість інших екранів в системі G1000 доступні поворотом ручки на нижньому правому куті пристрою. Інші екрани на MFD, крім карти, містять меню налаштувань, інформацію про найближчі аеропорти та навігаційні маркери, звіти про трафік в режимі S, топографічну інформацію, XM radio, програмування плану польоту, та прогноз GPS RAIM.

## Виконання
Система G1000 складається з декількох інтегрованих компонентів, які надають дані та обмінюються ними, або показують інформацію пілоту.

### Дисплей GDU
Дисплей GDU виступає як основне джерело інформації про рейс для пілота. Кожен дисплей може по черзі слугувати основним пілотажним дисплеєм (PFD) або багатофункціональним дисплеєм (MFD). Електропроводка всередині літака визначає роль кожного дисплею за замовчуванням. Всі дисплеї всередині повітряного судна з'єднані між собою за допомогою високошвидкісної шини передачі даних Ethernet. G1000 може мати два GDU (один PFD та один MFD) або три (по одному PFD для кожного пілота та MFD). В експлуатації є кілька різних моделей GDU, з різними розмірами екранів (від 10 до 15 дюймів) та різними лицьовими панелями елементів керування.
У нормальному режимі роботи, дисплей перед пілотом є PFD і показує положення літака в повітрі, швидкість польоту, висоту, вертикальну швидкість, курс, кутову швидкість, зовнішнє та внутрішнє ковзання, навігацію, транспондер, карту-врізку (що містить карту, трафік, а також топографічну інформацію), і повідомлення системи. Другий дисплей, зазвичай розташований праворуч від PFD, працює в режимі MFD і показує дані датчиків двигунів та рухому карту. Рухома карта може бути замінена або на неї можуть бути накладені інші типи даних, такі як погода з супутника, контрольні карти, системна інформація, інформація про проміжні точки маршруту, дані датчиків погоди, а також поінформованість про трафік.
Обидва дисплеї забезпечують резервну інформацію про зв'язок та установки частоти радіонавігації, хоча кожен дисплей зазвичай сполучений лише з одним інтегрованим модулем авіоніки GIA. У разі відмови одного дисплея, індикатор другого прийме комбінований «зворотний режим» і автоматично перетвориться на PFD, поєднаний з даними вимірювальних приладів двигуна та інших функцій MFD. Червона кнопка з написом reversionary mode («зворотний режим») або display backup («дублювання дисплея») знаходиться на аудіопанелі GMA, також доступна для пілота при бажанні обрати цей режим вручну.

### Аудіопанель GMA
Панель GMA має кнопки для вибору джерела звуку, яке буде чути кожен з пілотів. Вона також містить кнопку для перемикання інтегрованої кабіни в її запобіжний реверсивний режим.

### Дистанційні регулятори GMC/GCU
Контролери GMC і GCU — це щитові модулі, які забезпечують більш інтуїтивно зрозумілий інтерфейс для пілота, ніж це передбачено в GDU. GMC контролює автопілот в G1000, в той час як GCU використовується для введення навігаційних даних та контролю функціями GDU.

### Інтегрований модуль авіоніки GIA
Модуль GIA являє собою комбіноване радіо для зв'язку та навігації, а також слугує основним агрегатором даних для системи G1000. До нього входить двосторонній УКХ трансивер для комунікації, навігаційний УКХ глісадний приймач, GPS приймач, а також ряд допоміжних процесорів. Кожен пристрій пов'язано з дисплеєм GDU, який діє як контрольний пристрій. GIA 63W, встановлений на багатьох нових системах G1000, є оновленою версією старішого GIA 63, який включає в себе підтримку Wide Area Augmentation System.

### Комп'ютер GDC Air Data
Комп'ютер GDC замінює внутрішні компоненти приймача повітряного тиску в традиційних авіаприладах. Він вимірює швидкість польоту, висоту, вертикальну швидкість та температуру зовнішнього повітря. Потім ці дані висвічуються на всіх дисплеях та інтегрованих модулях авіоніки.

### Система координат розташування та курсу GRS (AHRS)
Система GRS використовує транзисторні датчики для вимірювання розташування літака, кутової швидкості, зовнішнього та внутрішнього ковзання. Потім ці дані надаються всім інтегрованим модулям авіоніки і дисплеям GDU. На відміну від багатьох конкуруючих систем, AHRS може бути перезавантажений і відкалібрований в польоті під час поворотів до 20 градусів.

### Магнітометр GMU
GMU магнітометр вимірює курс літака і є цифровою версією традиційного компаса. Він робить це шляхом синхронізації з лініями магнітної індукції Землі.

### GTX транспондер
Кожен з транспондерів, GTX 32 або 33 GTX, може бути використаний в системі G1000, хоча GTX 33 зустрічається набагато частіше. GTX 32 надає стандартні відповіді в режимі С на запити УПР, у той час як GTX 33 забезпечує двосторонній зв'язок з УПР в режимі S, і таким чином може показувати трафік в районі, а також спонтанно заявити про себе через несанкціоноване увімкнення передавача без попереднього запиту.

### Блок GEA двигуна/корпуса літального апарата
Блок GEA вимірює велику кількість параметрів двигунів та корпусу — число обертів двигуна, тиск наддуву, температуру мастила, температуру голівки циліндра, температуру вихлопних газів, і рівень палива в кожному баці. Ці дані потім подаються до інтегрованої модульної авіоніки.

### Агрегатор даних GSD
GSD — це система-агрегатор даних, включена до комплексу систем G1000, такого як ті, що встановлені на Embraer Phenom 100. Вона слугує місцем підключення, яке дозволяє зовнішнім системам спілкуватися з G1000.

### Системи резервного копіювання
Як умова сертифікації, всі літаки, що обладнані інтегрованою кабіною G1000, повинні мати індикатор надлишкової повітряної швидкості, висотомір, індикатор розташування та магнітний компас. У разі виходу з ладу приладів G1000, ці резервні інструменти стають первинними.
Крім того, має бути вторинне джерело живлення для забезпечення роботи приладів G1000 протягом обмеженого часу в разі виходу з ладу генератора літака та первинної батареї.

## Сертифікація
Garmin G1000, як правило, сертифікована на нових літаках авіації загального призначення, в тому числі Beechcraft, Cessna, Diamond, Cirrus Design, Mooney, Piper, Quest Aircraft (Kodiak 100) і Tiger. Garmin недавно оголосила про свою першу модифіковану програму G1000 для Beechcraft King Air C90 2007 року, за якою настала черга Beechcraft King Air B200 2009 року. 2007 року Garmin G1000 стала реактивною платформою, як система авіоніки для Cessna Citation Mustang Very Light Jet.  Версії G1000 також використовуються в Embraer Phenom 100 і Embraer Phenom 300, HondaJet, PiperJet, а також вертольоті Bell SLS.

## Конкуренція
G1000 конкурує зі скляними кабінами Avidyne Entegra і Chelton FlightLogic EFIS. Проте, існують значні відмінності стосовно властивостей, ступеня інтеграції, інтуїтивних аспектів дизайну та загальної корисності продукту. Відзначимо, що системи Chelton зазвичай немає в тих літаках, які містять менш дорогі системи G1000 або Avidyne.

## Переваги та недоліки
Оскільки компоненти GPS, зв'язку та радіонавігації вбудовані безпосередньо в систему, це об'єднує компоненти в централізованому розміщенні, але з тієї ж причини їх ремонт або заміна стають потенційно більш дорогими. Система має потенціал для зниження простоїв, оскільки ключові компоненти, такі як AHRS, ADC і PFD, є модульними і їх легко замінити. Конструкція системи також запобігає виходу з ладу одного компонента через «каскадні увімкнення» через інші компоненти.
G1000 сумісна з новітніми технологіями EVS. Поліпшені системи бачення використовують теплові та інфрачервоні камери, щоб побачити зображення в реальному часі і допомогти перетворити зображення з візуальними перешкодами, такими як погана погода, нічний час, туман, пил і затемнення, в кращі зображення, так що можна бачити в 8-10 разів далі, ніж неозброєним оком. Це допомагає людям краще бачити і летіти безпечно.
Є деякі проблеми безпеки в усіх скляних кабінах, такі як відмова основних пілотажних дисплеїв (PFD). Система Garmin G1000 пропонує зворотний режим, який буде подавати всі основні покази пілотажних приладів на дисплей, що залишився. Крім того, існує кілька модулів GPS і резервування електронних компонентів, широко застосоване по всій конструкції системи.

## Навчання та навчальні ресурси
Польоти у літальному апараті з будь-якою скляною кабіною потребують перенавчання, щоб ознайомити пілота з системами літака. Перенавчання є найбільш ефективним, коли пілот готується заздалегідь. Більшість виробників літаків для цивільної авіації, що використовують систему G1000, мають навчальні програми, що відповідають галузевим стандартам навчання FAA (FITS) для пілотів, які перенавчаються на їхні літаки. Навчання, що відповідає вимогам FAA FITS, рекомендується для будь-якого перенавчання пілота на G1000 або будь-якій іншій скляній кабіні в метеорологічних умовах за приладами (IMC), або якщо пілот використовує скляну кабіну вперше. Повітряні судна зі скляними кабінами можуть не бути придатними для початкового навчання.
Один з найбільш ефективних ресурсів для підготовки до перенавчання на G1000 включає програмне забезпечення для симулятора Garmin. Крім того, деякі курси для пілотів тепер мають пристрої G1000 для тренувань, які забезпечують реалістичну симуляцію.
Всі найсучасніші інструкції для пілотів Garmin G1000 доступні в форматі PDF для безкоштовного завантаження з Garmin [Архівовано 1 квітня 2022 у Wayback Machine.].